# H. Larsen-Bjerre
Hans Jesper Larsen-Bjerre (8. april 1910 i Bjerre – 1. september 1999) var en dansk politiker (Socialdemokraterne) og minister.
- Fiskeriminister i Regeringen Jens Otto Krag II fra 26. september 1964 til 8. oktober 1964.